# Compsocryptus texensis
Compsocryptus texensis là một loài tò vò trong họ Ichneumonidae.